# Campeonato de Escocia de Rugby 1977-78
El Campeonato de Escocia de Rugby (Scotland Division 1) de 1977-78 fue la quinta edición del principal torneo de rugby de Escocia.

## Sistema de disputa
El torneo se disputó en formato de todos contra todos en la que cada equipo enfrentó a cada uno de sus rivales.
El equipo que al finalizar el torneo obtuviera mayor cantidad de puntos, se coronó como campeón del torneo, mientras que los dos últimos descendieron directamente a la División 2.
Puntuación
Para ordenar a los equipos en la tabla de posiciones se los puntuará según los resultados obtenidos.
- 2 puntos por victoria.
- 1 puntos por empate.
- 0 puntos por derrota.

## Clasificación
| Pos. | Equipo             | Encuentros | Encuentros | Encuentros | Encuentros | Tantos | Tantos | Tantos | Puntos |
| Pos. | Equipo             | PJ         | PG         | PE         | PP         | F      | C      | Dif    | Puntos |
| ---- | ------------------ | ---------- | ---------- | ---------- | ---------- | ------ | ------ | ------ | ------ |
| 1.º  | Hawick RFC         | 11         | 10         | 1          | 0          | 324    | 68     | +256   | 21     |
| 2.º  | Boroughmuir RFC    | 11         | 9          | 1          | 1          | 241    | 95     | +146   | 19     |
| 3.º  | Kilmarnock         | 11         | 8          | 0          | 3          | 163    | 122    | +41    | 16     |
| 4.º  | Heriot's FP        | 11         | 6          | 0          | 5          | 154    | 147    | +7     | 12     |
| 5.º  | Langholm           | 10         | 5          | 0          | 5          | 118    | 181    | -63    | 10     |
| 6.º  | West of Scotland   | 10         | 4          | 1          | 5          | 123    | 103    | +20    | 9      |
| 7.º  | Gala RFC           | 10         | 4          | 0          | 6          | 139    | 177    | -38    | 8      |
| 8.º  | Stewart's Melville | 10         | 4          | 0          | 6          | 127    | 178    | -51    | 8      |
| 9.º  | Jordanhill         | 11         | 3          | 2          | 6          | 148    | 159    | -11    | 8      |
| 10.º | Watsonians         | 11         | 3          | 1          | 7          | 74     | 162    | -88    | 7      |
| 11.º | Melrose RFC        | 11         | 3          | 0          | 8          | 123    | 180    | -57    | 6      |
| 12.º | Highland           | 11         | 2          | 0          | 9          | 86     | 223    | -137   | 4      |

|  | Campeón.                    |
|  | Descendido a la División 2. |

| Bandera de Escocia |
| Campeón Hawick RFC |
| Quinto título      |